# Hornillos del Camino
Hornillos del Camino è un comune spagnolo di 58 abitanti situato nella comunità autonoma di Castiglia e León. 
Il cammino di Santiago di Compostela è la strada principale di Hornillos del Camino, che qui si chiama calle Real. Conserva tuttora un antico ospizio per pellegrini, due ponti medioevali e la gotica chiesa di Santa Maria con la Vergine di Rocamador.